# Битка код Кревета
Битка код Кревета, вођена од 28. септембра до 1. октобра 1876, била је део српско-турског рата 1876-1877.

## Позадина
После бојева код Адровца и Бобовишта, обе стране су искористиле десетодневно примирје да се утврде на положајима и припреме за наставак борбе. Српске снаге под командом генерала Михаила Черњајева (78 батаљона, 22 батерије - око 120 топова - 10 ескадрона и 2 инжињеријске чете - око 44.000 људи) заузеле су фронт од око 40 км по групама: код Алексинца (13,5 батаљона, 3 батерије, 3 ескадрона и једна чета понтонира), села Бобовишта (7,5 батаљона и 2 батерије), на Делиграду (11 батаљона, 5 батерија, 6 ескадрона и 1 пионирска чета), на Крвавом вису (2 батаљона) и на линији од Ђуниског виса преко села Витковаца, Кревета, Остроша до Вукање (у три групе, 44 батаљона, око 12 батерија и 1 ескадрон).
Турци (пет дивизија) под командом Абдул Керим Надир-паше имали су једну бригаду код села Тешице, једну дивизију на линији од села Мрсоља (Моравац) до Доњег Адровца и од Свете Петке до Пешчаничке реке, две дивизије и једну бригаду од Чуке до Сарманске косе и једну бригаду (општа резерва) код Доње Сухотне. Укупно око 65.000 људи.

## Битка
Пошто су српске снаге у односу на турске имале обухватни распоред, а Турци затражили седмодневно примирје, генерал Черњајев је сматрао да је у повољнијем положају и прешао је 28. септембра у напад. У напад је требало да прво пођу снаге од Алексинца, пређу на леву обалу Мораве и на линији Доњи Адровац-Мрсољ привежу јаче турске снаге. Али, због недовршеног понтонског моста, у напад су прво прешле снаге с Кревета, а затим с Ђуниског виса. Оне су протерале турске предстраже и напале на одсек турског положаја Чука-Међа; у 8 часова и 30 минута прешле су у напад снаге са Гребуна према селу Гредетину, у 9 часова и 30 минута снаге од Пачаревског језера према Голом брду, а у 11 часова снаге са Остроша и Китице према Сарманској коси, најзад и део српских снага постављених код Алексинца.
Борбе су вођене целог дана. На одсеку Чука-Међа, Турци су сачували положаје; на осталом делу фронта Срби су освојили косу између Радевачке и Крушинске реке, на коју су извукли и артиљерију. Око 13. часова Турци су с привученом општом резервом прешли у противнапад с Голог Брда и Сарманске косе и до мрака одбацили Србе преко Гредетинске и Радевачке реке, с тим што су се српски делови задржали на коти 372 и код Каменице. Део снага од Алексинца прешао је на леву обалу Мораве, али је поподне турским противнападом од Доњег Адровца и Мрсоља приморан да се повуче на десну обалу. На левој обали код моста задржао се један батаљон. Око 16 часова турске снаге с положаја Чука и Међа прешле су у противнапад, али су одбијене. За то време српска артиљерија са Бобовишта тукла је турске положаје на Чуки.
Због обостраних великих губитака 29. септембра прошао је без борбе, а 30. септембра турске снаге са Голог Брда и од села Гредетина прешле су у напад и одбациле Србе с леве обале Гредетинске реке према Пачаревском језери и Острошу. Срби су поподне противнападом повратили положаје. Упоредо, део српских снага од Алексинца вршио је демонстративни напад и заузео село Мали Бујимир, али се истог дана повукао на положај код Алексинца због нетачног обавештења да су Турци напали Бобовиште. Ноћу 1/2. октобра српске снаге поново су напале турске положаје код Гредетина, али су одбијене.

## Последице
Срби су имали око 2.500 избачених из строја, а Турци око 1.200. Настало је затишје све до 19. октобра, када су Турци напали српске положаје у бици код Великог Шиљеговца.